# Giuliano Amato
Giuliano Amato (Turín, 13 de mayo de 1938) es un jurista, profesor universitario y político italiano, presidente del Consejo de Ministros de Italia en dos ocasiones, entre 1992 y 1993, y entre 2000 y 2001.

## Política
Vicesecretario General del Partido Socialista, fue presidente del Consejo de Ministros de Italia en dos ocasiones, de junio de 1992 a abril de 1993, y de abril de 2000 a mayo de 2001. En la primera ocasión sucedió a Giulio Andreotti y fue sucedido por Carlo Azeglio Ciampi. En la segunda, sucedió a Massimo d'Alema y fue sucedido por Silvio Berlusconi. Amato fue el ministro del Interior de su país y miembro de la Cámara de Diputados de Italia bajo el gobierno de Prodi. También fue ministro de Asuntos Exteriores interino de su país, vice primer ministro y ministro en otras áreas. 
Fue vicepresidente de la Convención Europea.

## Educación
Estudió derecho en la Universidad de Pisa, donde se graduó en 1960. Realizó un máster en Derecho comparado en la Facultad de Derecho de la Universidad de Columbia (Nueva York) en 1962.

## Actividad académica
Fue profesor titular de Derecho Constitucional Comparado en la Universidad de Roma, Escuela de Ciencias Políticas, de 1975 a 1997. Fue catedrático en las Universidades de Módena, Perugia y Florencia. Actualmente es profesor de Derecho Global en la Facultad de Derecho de la Universidad de Nueva York y profesor a tiempo parcial en el Instituto Universitario Europeo en Florencia. 
El 12 de septiembre de 2013 fue nombrado magistrado del Tribunal Constitucional.  Ejerció de presidente de este Tribunal desde el 29 de enero de 2022 hasta el 18 de septiembre del mismo año, cuando concluyó su mandato como magistrado constitucional.

## Publicaciones
Ha escrito libros y artículos sobre economía y las instituciones públicas, las libertades personales, el federalismo y el gobierno comparativo. Entre sus publicaciones más recientes están Antitrust and the Bounds of Power (Hart Publishing, Oxford, 1997), y "When the Economy is affected with a Public Interest", en F. Snyder (Ed.), The Europeanisation of Law (Hart Publishing, Oxford, 2000).